# Пульс Ивантеевки
«Пульс Ивантеевки» — еженедельная газета городского округа Ивантеевка Московской области. Главная газета города. Выходит три раза в неделю по вторникам, четвергам и субботам, её тираж составляет 3200 экземпляров.

## История
Первый номер газеты вышел 26 декабря 1991 года на восьми чёрно-белых страницах. Для первого номера материалы писали выпускники факультета журналистики МГУ и ныне заслуженные работники печати Московской области Инна Назарова и Михаил Смирнов. Газету также выпускал выпускник МГУ Евгений Ромашихин. Главным редактором в то время был Василий Толкалин. Организационным процессом руководил директор вновь созданного Творческого информационно-издательского объединения «Ивантеевка» Наум Балшем. Учредителями газеты являются «Ивантеевское информационное агентство Московской области», администрация городского округа Ивантеевка, «Редакционно-информационный центр Московской области».
С 1993 по апрель 2017 года редакцию газеты возглавлял Юрий Кузнецов. С апреля 2017 года главным редактором издания являлась Светлана Матвеева. В июне 2019 года «Пульс Ивантеевки» возглавила Людмила Болычевская. Штат сотрудников состоит из 14 человек.
В 2006 году на базе городской общественно-политической газеты было основано государственное учреждение Московской области «Ивантеевское информационное агентство Московской области». В 2012 году редакция получила новый статус, став государственным автономным учреждением. Информационное агентство является издателем «Пульса Ивантеевки».
С 2020 года отдельные номера газеты выходят как спецвыпуски. 13 января Сергей Жигарев встретился с сотрудниками издания и поздравил их с Днём российской печати.
В марте 2021 года депутат Московской областной думы Алла Полякова встретилась с редакцией «Пульса Ивантеевки» и обсудила с ними тему изменения их работы в связи с образованием городского округа Пушкинский.

## Награды
Издание получило такие награды как дипломы Московской областной думы, Министерства по делам печати и информации Московской области, Главного Управления по информационной политике Московской области, Союза журналистов Подмосковья. Журналисты неоднократно становились лауреатами и победителями конкурсов различных уровней, таких как «Правовая Россия», «Человек труда», «За образцовый порядок на дорогах Подмосковья», «Молодое перо», «Нам здесь жить» и многих других.